# مذبحة بلان دي سانشيز
مذبحة بلان دي سانشيز (با الإسبانية:Masacre de Plan de Sánchez) وقعت في قرية بلان دي سانشيز بدولة غواتيمالا في 18 يوليو 1982. أكثر من 250 شخصا (معظمهم من النساء والأطفال، تعرضوا للتعذيب والقتل على يد أعضاء القوات المسلحة الغوتمالية وحلفائها شبه العسكرية.
وقعت عمليات القتل في واحدة من أكثر مراحل الحرب الأهلية الغواتيمالية عنفا، والتي وقعت بين مجموعات مختلفة من المتمردين اليساريين ضد الحكومة والقوات المسلحة. وبعد توليه السلطة في مارس اذار عام 1982، فعلي الرئيس الجنرال إفراين ريوس مونت شرع في حملة عسكرية واسعة التي نجحت إلى حد كبير في كسر التمرد، ولكن بتكلفة رهيبة في حياة الإنسان و انتهاكات واسعة لحقوق الإنسان.